# Institut national supérieur de formation et de recherche pour l'éducation des jeunes handicapés et les enseignements adaptés
La Institut national supérieur de formation et de recherche pour l'éducation des jeunes handicapés et les enseignements adaptés (INS-HEA) o en español: Instituto Nacional Superior de Capacitación e Investigación para la Educación de Jóvenes con Discapacidades y Enseñanzas Adaptadas. Es una universidad francesa localizada en Suresnes y fundada oficialmente en 1954.
Forma parte de la Universidad París Lumières.
INSHEA tiene sus edificios junto al Mont Valérien, en Suresnes. Alrededor de ochenta académicos capacitan al personal de educación nacional en los campos de discapacidad y dificultad de escolarización.